# Onthophagus neostenocerus
Onthophagus neostenocerus là một loài bọ cánh cứng trong họ Bọ hung (Scarabaeidae).